# Џон Крејган
Џон Франсис Крејган (енгл. John Francis Cregan; Скенектади, 29. јануар 1878 — Филаделфија, 26. децембар 1965) је био амерички атлетичар учесник Летњих олимпијских игара 1900. у Паризу.
Победама на првенствима САД у тркама на 880 јарди (1897), 1 миљу (1897 и 1898) 1 km у три узастопне сезоне (1898—1900) одлази на олимпијске игре да учествује у дисциплинама трчања на 800 метара и 1.500 метара. Због тога што је трка на 1500 метара одржана у недељу, Крејган је као и многи амерички атлетичари у осталим дисциплинама одржаним тог дана, одустао од учешћа у њој из верских разлога. У трци на 800 метара освојио је друго место резултатом 2:03,0.

## Лични рекорди
- 800 метара — 1:55,3 (1897)
- 1 миља — 4:24,4 (1900)